# Serieschakelaar

Standaardsymbool, wipschakelaar, draaischakelaar

Een serieschakelaar is een schakelaar met 2 schakelknoppen en 3 aansluitklemmen. De toevoerdraad wordt aangesloten op de gemerkte aansluitklem, de overige twee klemmen worden verbonden met de verschillende verbruikers.
De serieschakelaar bestaat in feite uit twee enkelpolige schakelaars in één enkele behuizing. Het verschil is dat de aansluitklem van de toevoerdraad inwendig met beide schakelaars verbonden is.
Bij lichtschakelingen kunnen met behulp van een serieschakelaar twee lampen of lampengroepen naar behoefte ieder afzonderlijk of tezamen enkelpolig worden in- en uitgeschakeld. Bij grotere vertrekken kan zodoende dat deel van de ruimte worden verlicht dat daadwerkelijk in gebruik is.
Thans zijn alle schakelaars wipschakelaars. Vanouds waren ze draaischakelaars. Een draai-serieschakelaar heeft een schakelwals met een T-vormige doorverbinding, zoals in de afbeelding rechts.